# Маноліс Каломіріс
Маноліс Каломіріс грец. Μανώλης Καλομοίρης; 14 грудня 1883, Смірна,— 3 квітня 1962, Афіни) — грецький композитор та педагог, дійсний член Афінської академії наук (з 1945 — став першим музикантом серед її членів), засновник новогрецької музичної школи.

## Біографічні відомості
Навчався в Афінах та Константинополі, потім Віденській консерваторії, де його педагогами були Герман Ґреденер (по класу теорії), А. Штурм (по класу фортепіано) та Євсевій Мандичевський. Від 1906 до 1910 викладав у Харківському музичному училищі Російського музичного товариства (це училище було далеким попередником сучасного Харківського університету мистецтв), а в 1911—1919 — в Афінській консерваторії. 1919 року заснував Еллінську консерваторію і був її директором до 1926, а тоді заснував Національну консерваторію в Афінах, яку теж очолював (до 1948 року). Також був директором Національного оперного театру.
Від 1936 до 1957 був головою Спілки грецьких композиторів.
Свій перший значний твір — Грецьку сюїту для оркестра (Ρωμέικη Σουίτα) — Каломіріс написав у Харкові в 1907 році (пізніші редакції: 1910 та 1936). Він також брав участь у музичному житті міста (див. наприклад, у «Харьковских губернских ведомостях» від 16 січня 1907 нотатку про фортепіанний концерт, який він дав).
Музиці Каломіріса властива мелодична виразність та винахідливість оркестрування. Значний вплив на його творчість мали Ріхард Ваґнер та Микола Римський-Корсаков, а також традиційний грецький народний мелос.
Вважається, що саме Каломіріс своєю оперою «Старший майстер», виставленою 1916 року в Афінах, поклав початок сучасному грецькому оперному мистецтву. Крім п'яти опер, трьох симфоній, кількох інших симфонічних та камерних творів, написав низку музично-критичних праць, підручник із теорії музики та автобіографію.

## Найважливіші твори

### Опери
- «Старший майстер» («Πρωτομάστορας», 1916).
- «Материн перстень» («Το δαχτυλίδι της μάνας», 1917).
- «Схід» («Ανατολή», 1945).
- «Каламутні води» («Τα ξωτικά νερά», 1950).
- «Константин Палеолог» («Κωνσταντίνος Παλαιολόγος», 1962).

### Симфонії
- Симфонія мужності (Συμφωνία της λεβεντιάς, 1919–1920; пізніші редакції: 1937, 1952).
- Симфонія цнотливих та добрих людей (Συμφωνία των ανίδεων και των καλών ανθρώπων, 1931).
- Паламасівська симфонія[10] (Παλαμική Συμφωνία, 1956).

### Інші симфонічні твори
- «Острівні картини» («Νησιώτικες Ζωγραφιές») для скрипки соло та оркестра (1928; друга редакція: 1929).
- Концерт для фортепіано з оркестром (1935).
- Триптих для оркестра (1937, друга редакція: 1940).
- «Мінас-бунтівник, егейський корсар» («Μηνάς ο Ρέμπελος Κουρσάρος στο Αιγαίο»), симфонічна поема (1940).
- «Смерть відважної» («O Θάνατος της Αντρειομένης»), симфонічна поема (1943, пізніші редакції: 1944, 1945; твір присвячено боротьбі греків проти німецької окупації під час Другої світової війни).
- Концертино для скрипки з оркестром (1955).

### Камерна музика
- Квінтет для голоса, двох скрипок, віолончелі й фортепіано (1921).
- Фортепіанне тріо (1921).
- Квартет для флейти, англійського рожка, альта та арфи (1921).
- Соната для скрипки та фортепіано (1948).

Каломірісу також належать твори для фортепіано (11 опусів; деякі оркестровані) й численні вокальні твори, як сольні з акомпанементом (21 опус, в тому числі близько 80 пісень для голосу та фортепіано), так і хорові (24 опуси). Кілька його оркестрових творів також передбачають участь співаків, зокрема видатний пісенний цикл «Чарівні трави» («Μαγιοβότανα», 1908–1914).

## Виноски
1. 1 2 3  Anguera J. E. Enciclopedia universal ilustrada europeo-americana — Editorial Espasa, 1905. — Vol. Suplemento 1961-1962. — P. 234. — ISBN 978-84-239-4500-9
2. ↑  SNAC — 2010.
3. ↑  Deutsche Nationalbibliothek Record #118910566 // Gemeinsame Normdatei — 2012—2016.
4. 1 2  Каломирис Манолис // Большая советская энциклопедия: [в 30 т.] / под ред. А. М. Прохорова — 3-е изд. — Москва: Советская энциклопедия, 1969.
5. ↑  Bibliothèque nationale de France BNF: платформа відкритих даних — 2011.
6. ↑  Η Καθημερινή, Ī Kathīmerinī — 1919. — ISSN 1108-9792
7. ↑  Українець за походженням.
8. ↑  Лібрето Нікоса Казандзакіса; сюжет, відомий з легенд багатьох народів: про необхідність замурувати живцем людину, щоб завершити споруду; оперу присвячено Елефтеріосу Венізелосу, фанатичним прихильником політики якого був композитор.
9. ↑  Хоча оперу Павлоса Каррера «Маркос Боцаріс» було виставлено в Афінах ще 1858 року (фрагменти; повністю — в Патрах у 1861), а з вісімдесятих років починаються вистави опер Спірідона Самараса; першою ж оперою на грецьке лібрето була «Кандидат в депутати» Спірідона Ксіндаса (1867).
10. ↑  На честь Костіса Паламаса, грецького поета, якого Каломіріс обожнював і на вірші якого писав музику.